# Punkt Dandy'ego
Punkt Dandy'ego – punkt orientacyjny w neurochirurgii. Wykorzystywany jako punkt wejścia dla otworu trepanacyjnego w okolicy potylicznej. Zlokalizowany jest 2 cm bocznie od linii środkowej i 3 cm powyżej inionu. U dzieci zwykle odpowiada przecięciu się szwu węgłowego i linii źrenicznej.